# IP1
El IP1 - Itinerário Principal del Litoral es un Itinerario Principal de Portugal que conecta Valença de Minho a Castromarín (Algarve). El IP1 reúne (en todo o en parte) un conjunto de varias autopistas portuguesas:
- A 3 - Valença do Minho - Oporto
- A 20 - Oporto - Gaia
- A 1 - Gaia - Lisboa (Puente Vasco da Gama)
- A 12 - Lisboa (Puente Vasco da Gama) - Palmela
- A 2 - Palmela - Tunes
- A 22 - Tunes - Castro Marim / España

Antes de la conclusión de la A2, los trozos entre la Marateca y la Guia, actualmente pertenecientes al IC1 eran parte integrante del IP1. También hasta 2003 la actual A22 entre Albufeira y el Puente Internacional del Guadiana tuvo la numeración IP1, convirtiéndose después en autopista.

## Salidas

### Valença - Castromarín

#### A3 (Valença - Oporto)
| Número de la salida | Nombre de la salida          | Carretera que conecta |
| ------------------- | ---------------------------- | --------------------- |
| 14                  | Valença                      | N 101                 |
| 13                  | São Pedro de la Torre        | N 13                  |
| 12                  | Sapardos                     | N 303                 |
| 11                  | A 27 / Ponte de Lima (norte) | A 27 IC 28            |
| 10                  | Ponte de Lima (sur)          | N 203                 |
| 9                   | Anais                        | N 201                 |
| 8                   | A 11 / Braga (oeste)         | A 11 N 103            |
| 7                   | A 11 / Braga (sur)           | A 11 IP 9             |
| 6                   | Cruz                         |                       |
| 5                   | A 7 / Famalicão              | A 7                   |
| 4                   | Santo Tirso / Trofa          | N 104-1               |
| 3                   | A 41 / Maia                  | A 41                  |
| 2                   | A 4 / Águas Santas           | A 4                   |
| 1                   | N 12 Circunvalación          | N 12                  |

#### A20 (Oporto - Gaia)
| Número de la salida | Nombre de la salida      | Carretera que conecta |
| ------------------- | ------------------------ | --------------------- |
| 8                   | Oporto                   | A 20                  |
| 7                   | Avenida Fernão Magalhães |                       |
| 6                   | Estadio do Dragão        |                       |
| 5                   | Campanhã                 |                       |
| 4                   | Gondomar                 | A 43                  |
| 3                   | Gaia / Oliveira del Doro | A 44                  |
| 2                   | Vilar de Andorinho       |                       |
| 1                   | A 29                     | A 29                  |

#### A1 (Gaia - Lisboa)
| Número de la salida | Nombre de la salida                     | Carretera que conecta |
| ------------------- | --------------------------------------- | --------------------- |
| 20B                 | Carvalhos                               | A 1                   |
| 20A                 | Gaia                                    | IC 2                  |
| 19                  | Espinho                                 | A 41                  |
| 18                  | Sta. Maria da Feria                     | N 223                 |
| 17                  | Estarreja / Oliveira de Azeméis         |                       |
| 16                  | Albergaría-a-Velha                      | A 25                  |
| 15                  | Aveiro Sul                              | N 235                 |
| 14                  | Mealhada                                | N 234                 |
| 13                  | Coímbra Norte / Viseu / Figueira da Foz | A 14                  |
| 12                  | Coímbra Sur                             | N 341                 |
| 11                  | Condeixa                                | IC 2                  |
| 10A                 | Soure                                   | N 348                 |
| 10                  | Pombal                                  | IC 8                  |
| 9                   | Leiria / IC 2                           | A 8 IC 2              |
| 8                   | Fátima                                  | N 356                 |
| 7                   | Torres Novas                            | A 23                  |
| 6A                  | Caldas da Rainha / Rio Maior            | A 15                  |
| 6                   | Santarém                                | N 114                 |
| 5A                  | Cartaxo                                 |                       |
| 5                   | Aveiras                                 | N 366                 |
| 4A                  | Carregado                               | N 3                   |
| 4                   | A 10                                    | A 10                  |
| 3                   | Vila Franca de Xira (norte)             | N 1                   |
| 2A                  | Vila Franca de Xira (sur)               | N 10                  |
| 2                   | Alverca / Cascais / Loures              | A 9 (CREL)            |
| 1A                  | St. Iría de la Azóia                    | IC 2                  |
| 1                   | Lisboa / Sacavém                        | A 36 (CRIL)           |

#### A12 (Lisboa - Palmela)
| Número de la salida | Nombre de la salida                   | Carretera que conecta |
| ------------------- | ------------------------------------- | --------------------- |
| 1                   | Alcochete/Porto Alto Montijo/Barreiro | IC 3 IC 32            |
| 2                   | Pinhal Novo                           | N 252                 |

#### A2 (Palmela - Tunes)
| Número de la salida | Nombre de la salida            | Carretera que conecta |
| ------------------- | ------------------------------ | --------------------- |
| 5                   | A 2 / Palmela / A 12 / Setúbal | A 2 A 12              |
| 6                   | Marateca                       | N 10                  |
| 7                   | A 6 / A 13                     | A 6 A 13              |
| 8                   | Alcácer do Sal                 | IC 1                  |
| 9                   | Grândola (norte)               | N 120                 |
| 10                  | Grândola (sur)                 | IP 8                  |
| 11                  | Aljustrel                      | N 261                 |
| 12                  | Castro Verde                   | IP 2                  |
| 13                  | Almodôvar                      | N 393                 |
| 14                  | São Bartolomeu de Messines     | N 124                 |

#### A22 (Tunes - Castro Marim)
| Número de la salida | Nombre de la salida   | Carretera que conecta |
| ------------------- | --------------------- | --------------------- |
| 10                  | A 22 / Tunes          | A 22                  |
| 11                  | Boliqueime            | N 270                 |
| 12                  | Loulé                 | N 396                 |
| 13                  | Santa Bárbara de Nexe | IC 4                  |
| 14                  | Faro / Estói          | N 2                   |
| 15                  | Olhão / Moncarapacho  | N 398                 |
| 16                  | Tavira                | N 270                 |
| 17                  | Monte Gordo / Altura  | N 125                 |
| 18                  | Castro Marim          | N 122                 |

## Fotos

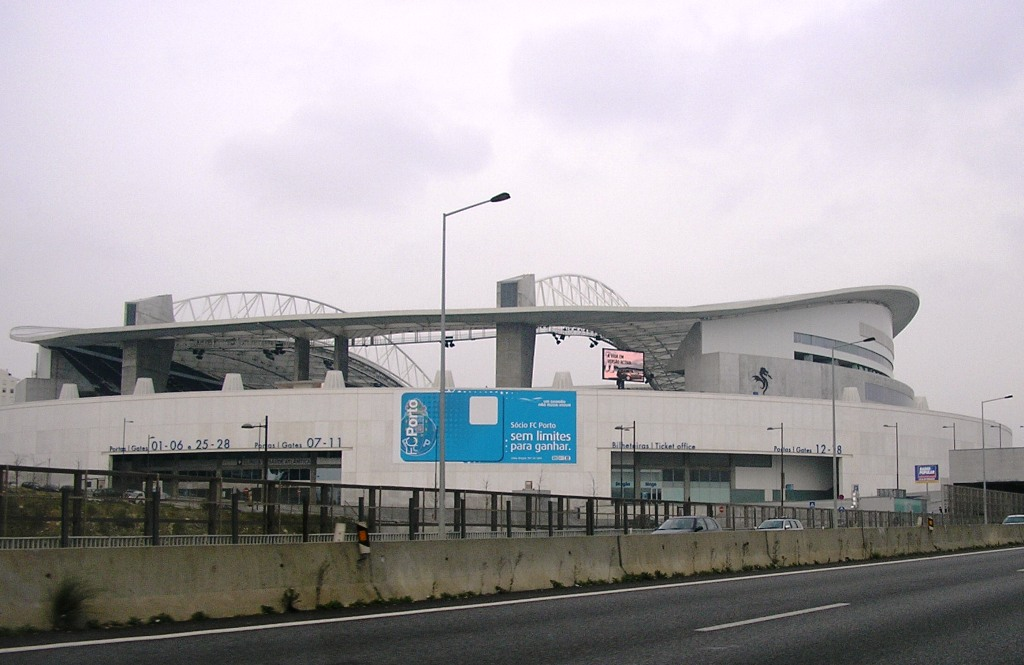
Viaducto sobre la A 20, en Oporto
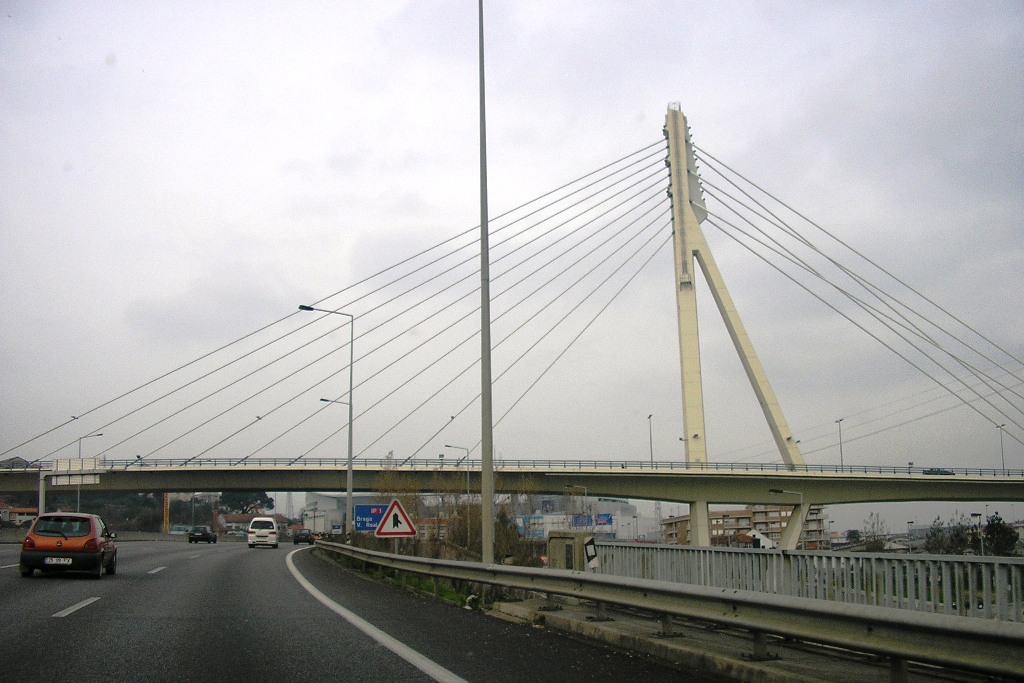
A20 antes del Puente do Freixo
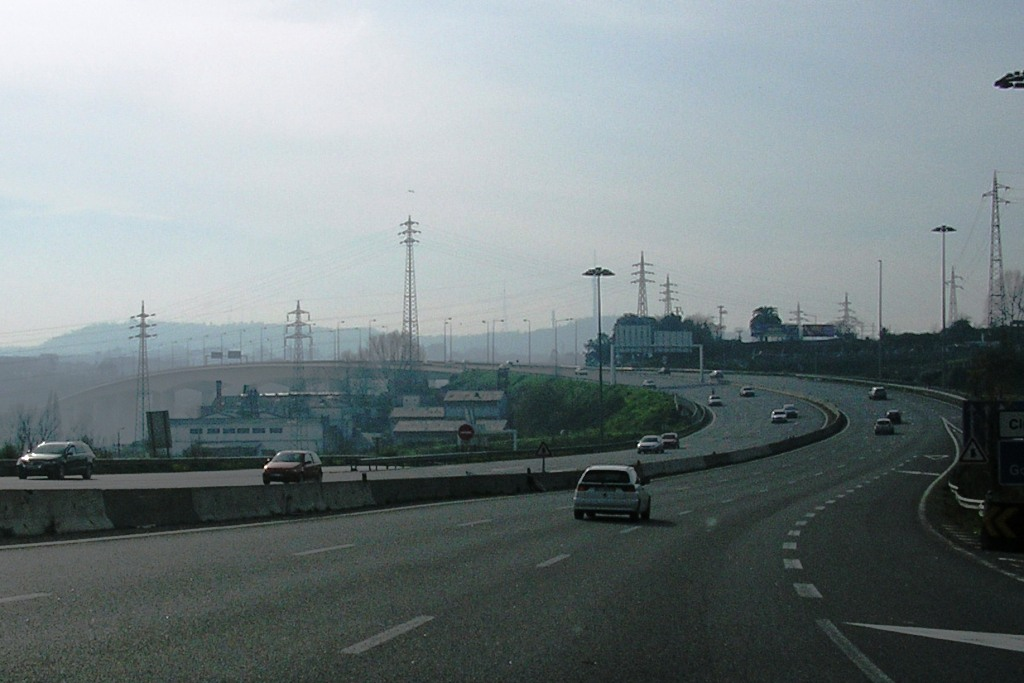
Puente do Freixo
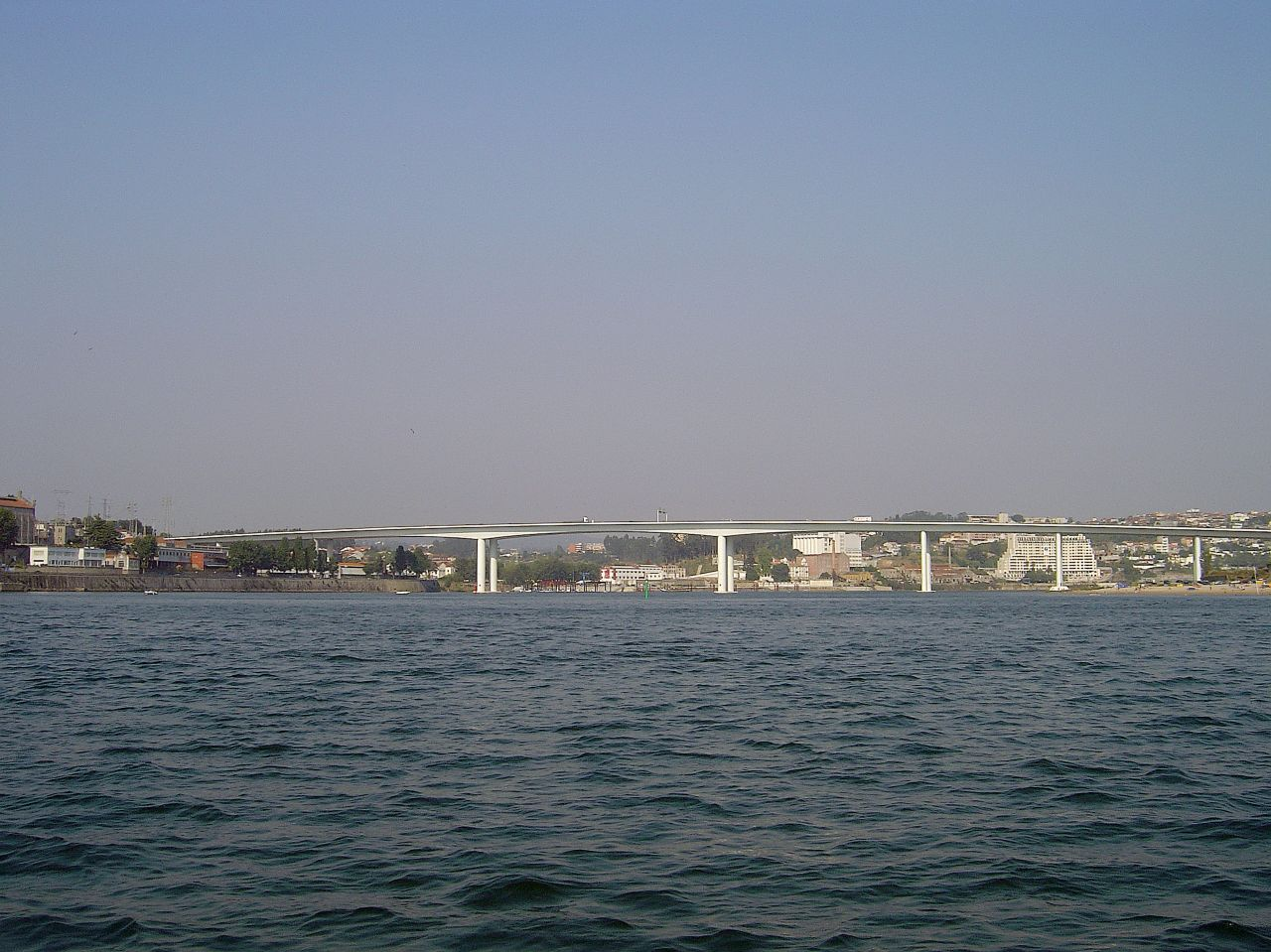
Viaducto en la A1, en Sacavém
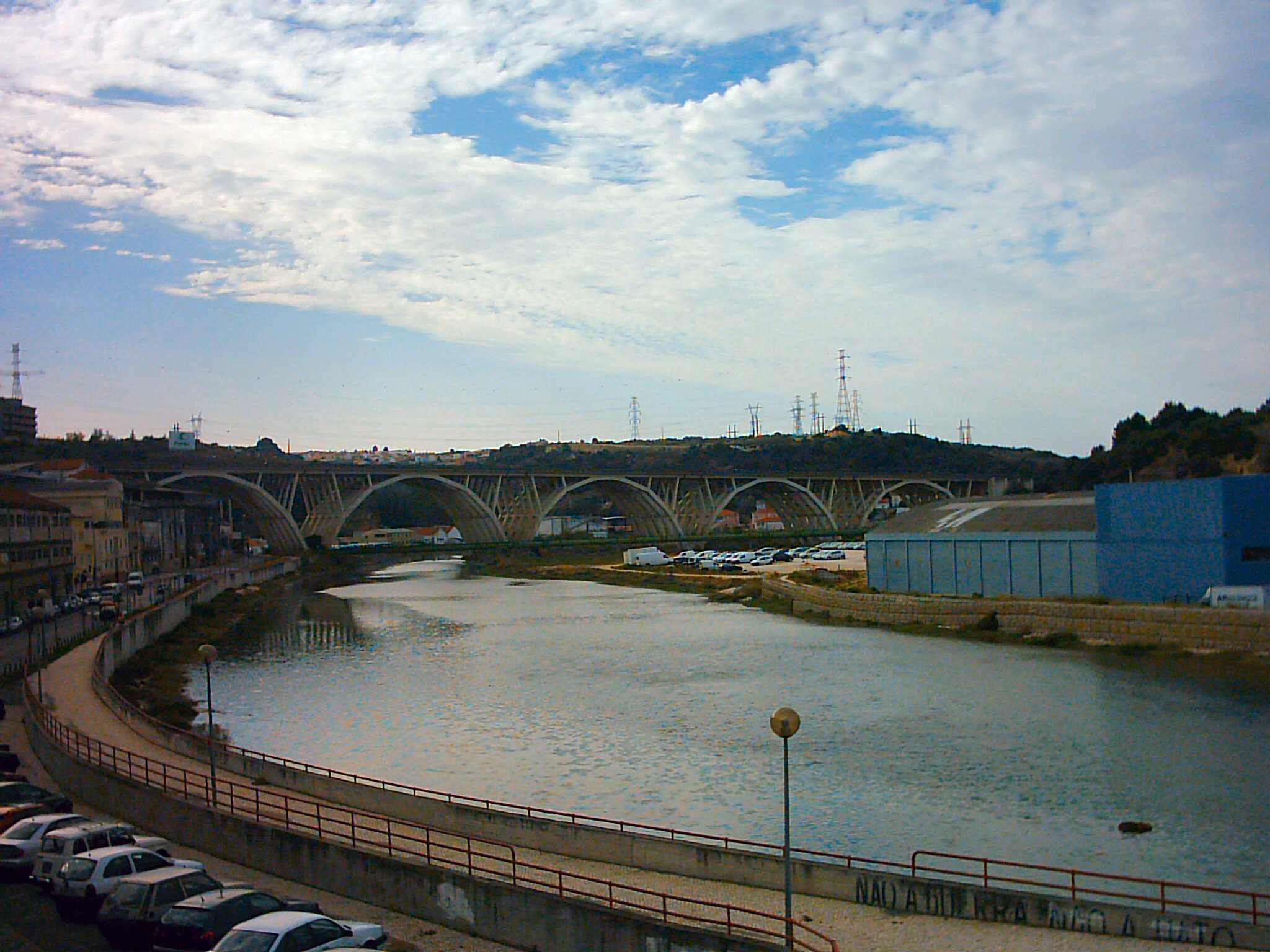
Vista aérea del Puente Vasco da Gama
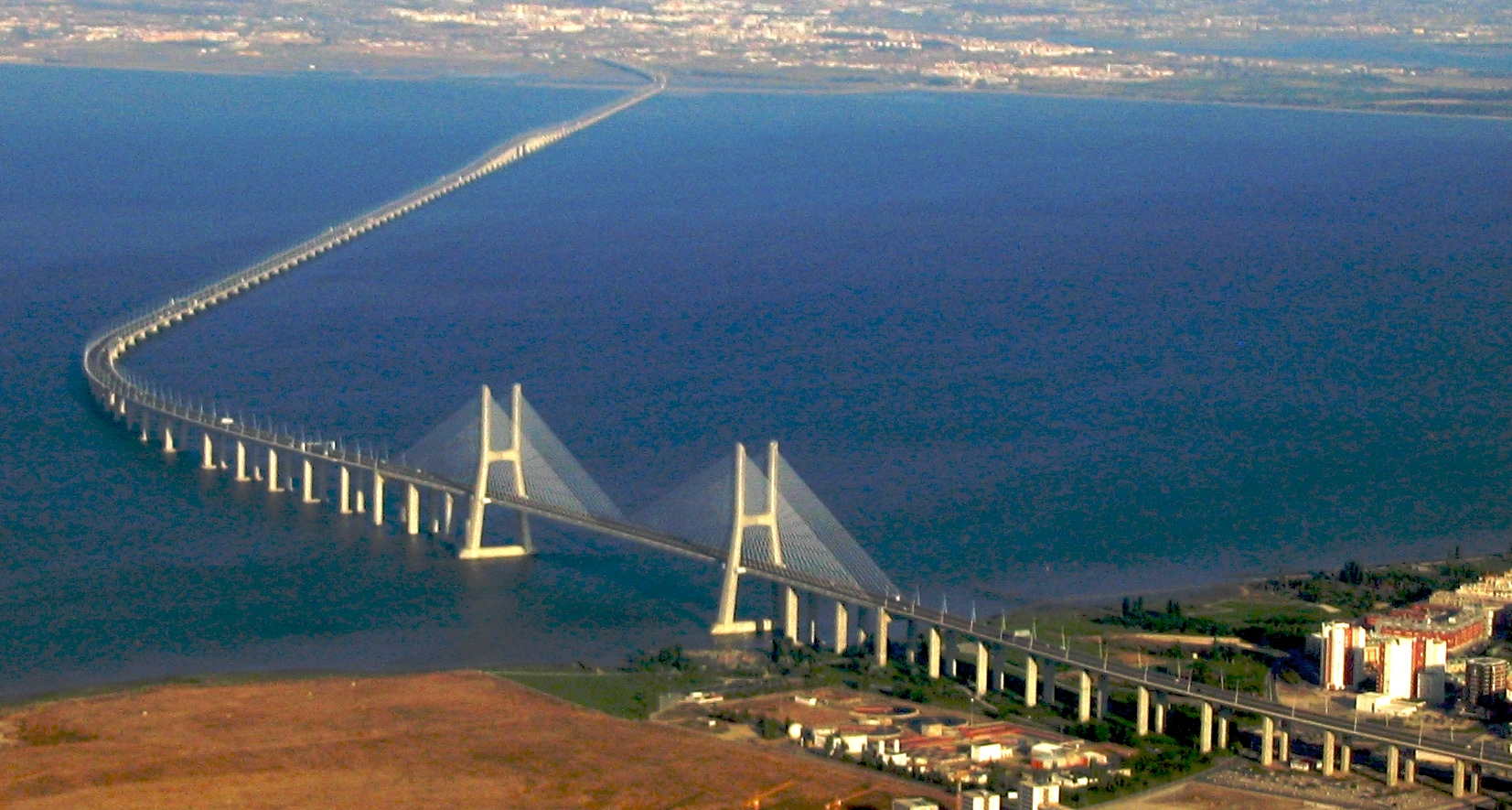
Tablero rodoviário del Puente Vasco da Gama
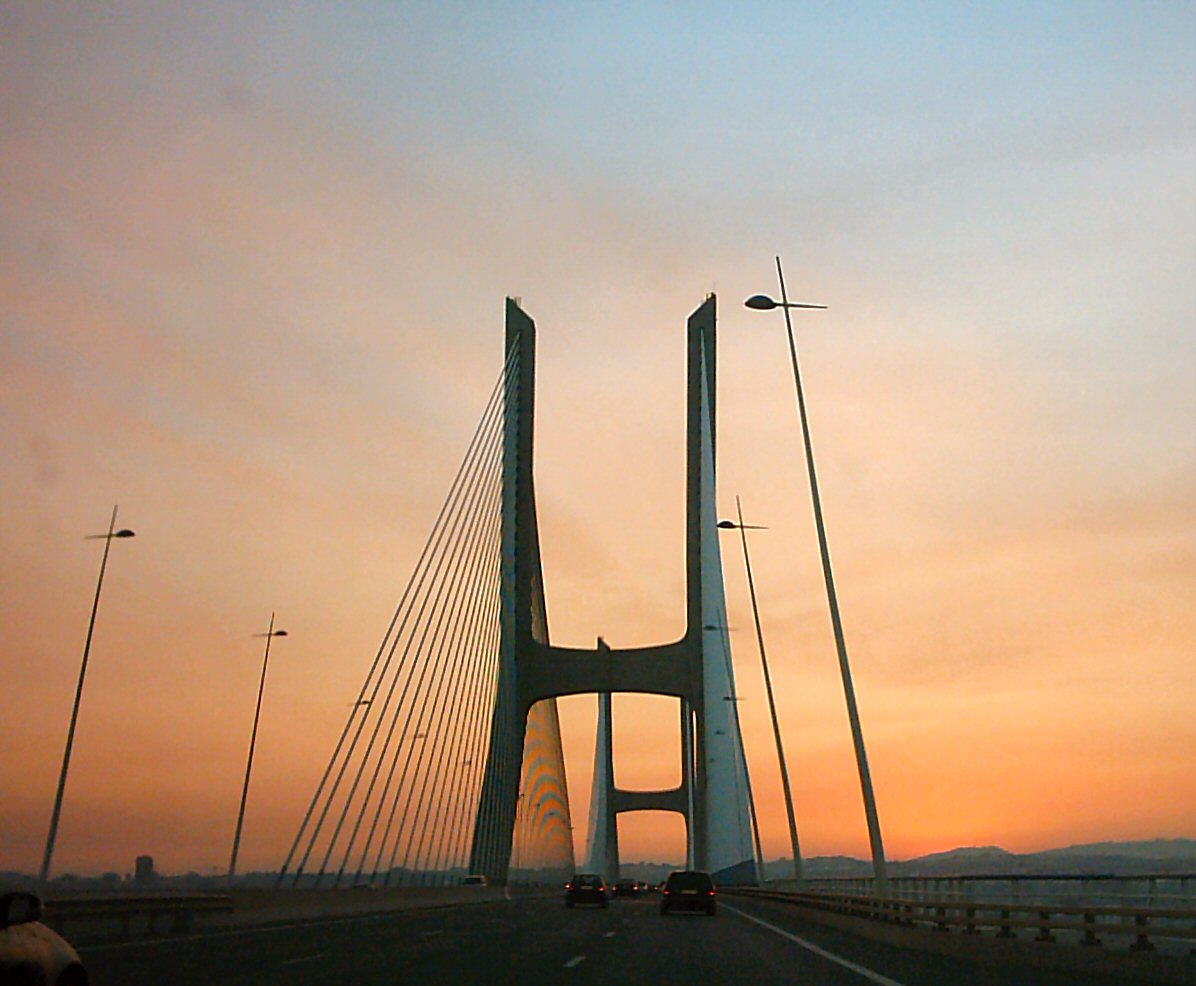
A 12 en el Puente Vasco da Gama
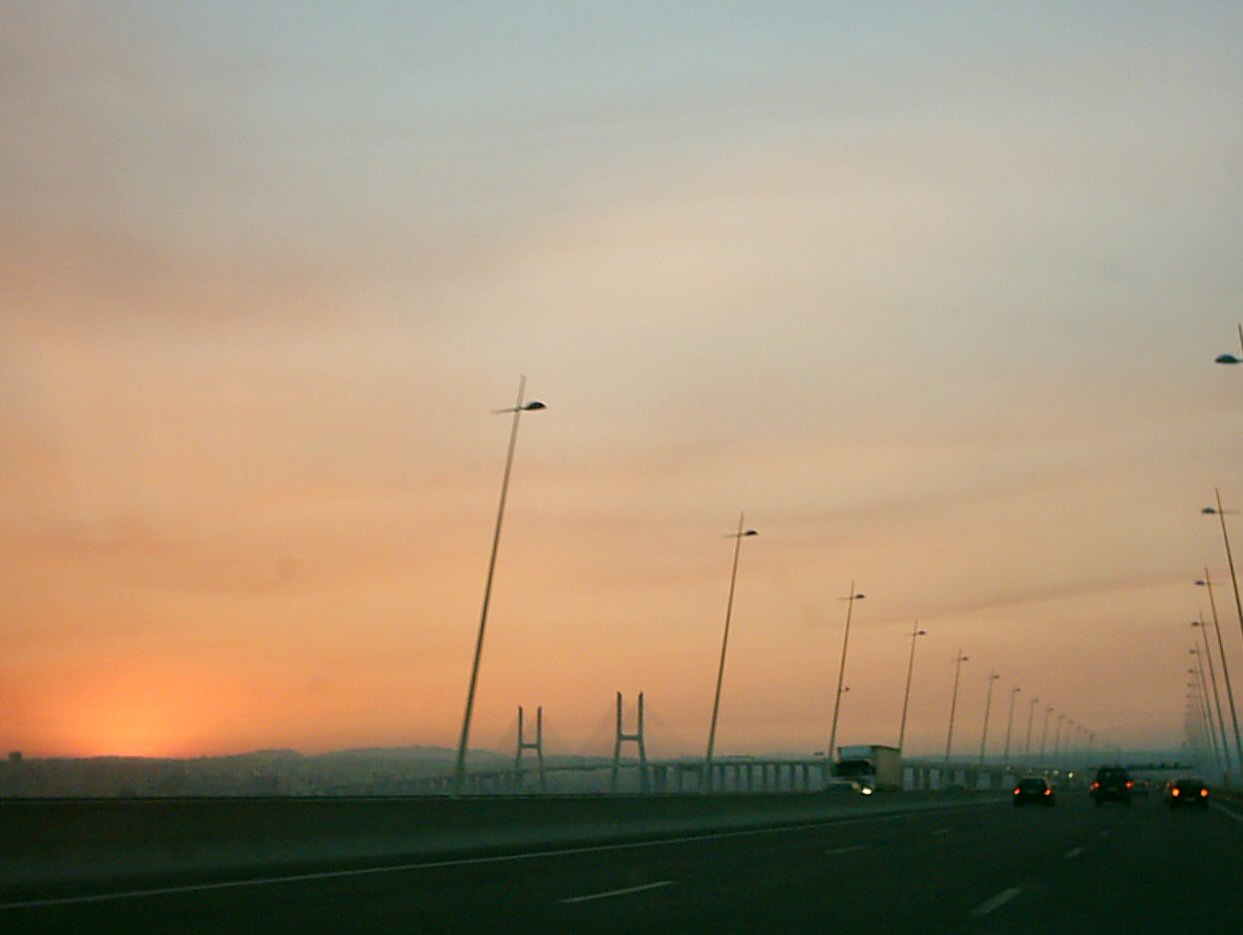
Puente Vasco de la Gama
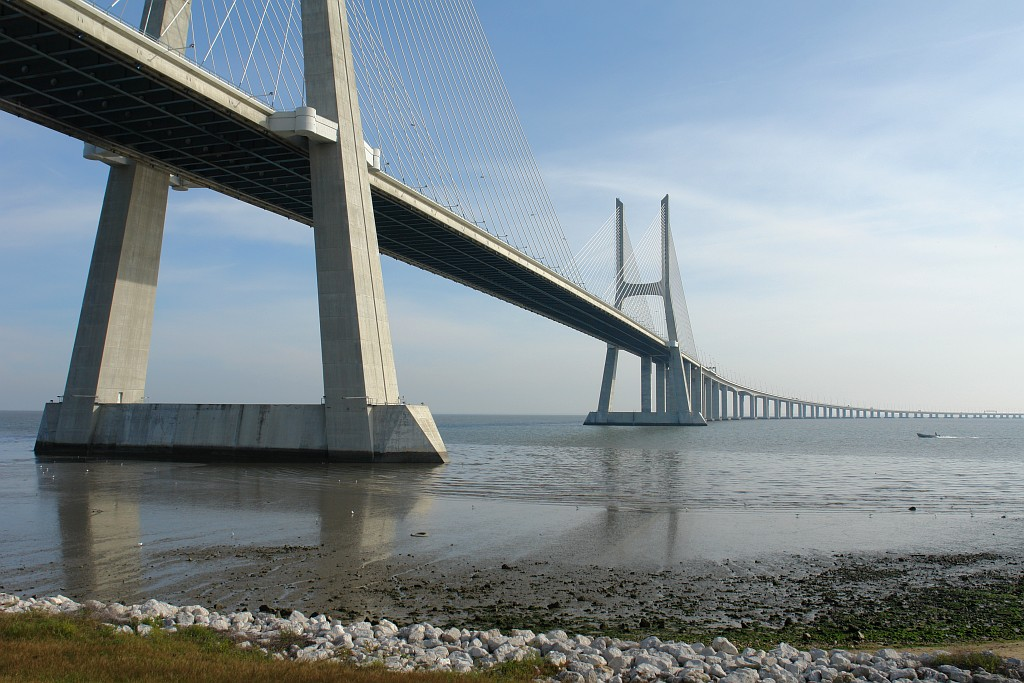
Puente Internacional del Guadiana, final de la A 22
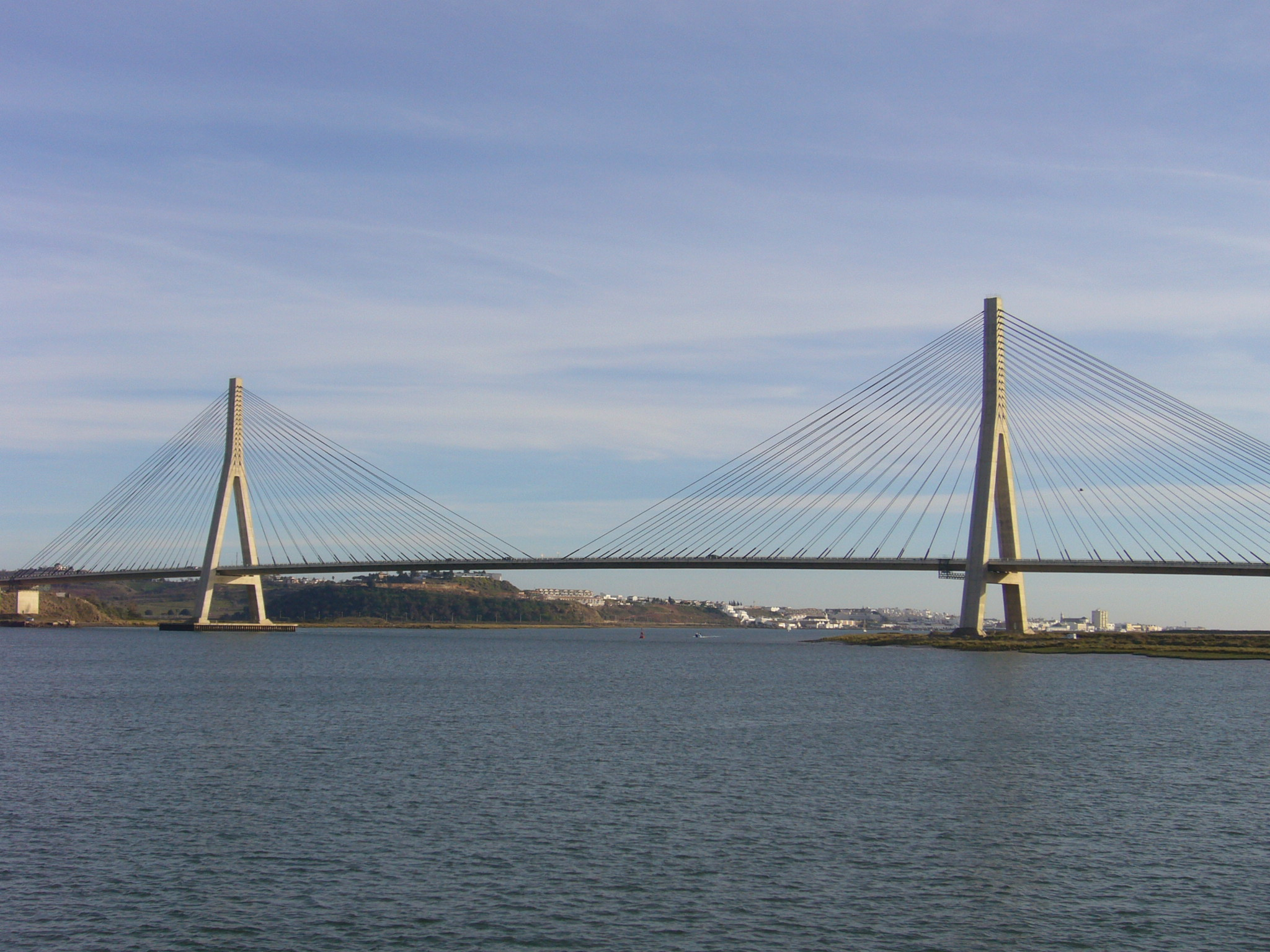
Puente Internacional del Guadiana, final de la A 22
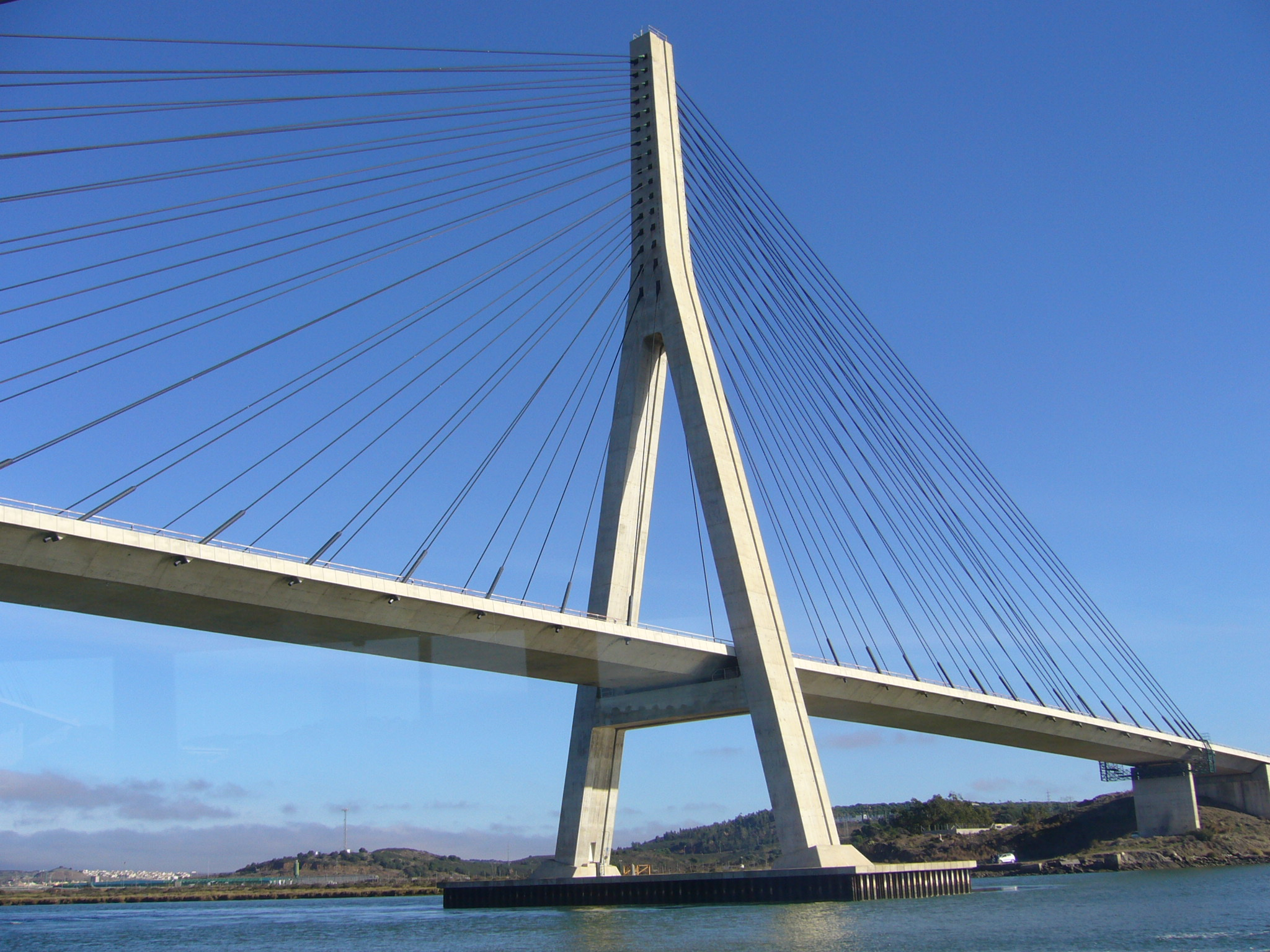

- Datos: Q10299438